# Юн Док Йо
Юн Док Йо (кор. 윤덕여, нар. 25 березня 1961) — південнокорейський футболіст, що грав на позиції захисника. Згодом — футбольний тренер.
Виступав, зокрема, за «Ульсан Хьонде», а також національну збірну Південної Кореї.

## Клубна кар'єра
У дорослому футболі дебютував 1984 року виступами за команду клубу «Ханіл Банк», в якій провів два сезони, взявши участь у 45 матчах чемпіонату. Більшість часу, проведеного у складі У складі, був основним гравцем захисту команди.
Своєю грою за цю команду привернув увагу представників тренерського штабу клубу «Ульсан Хьонде», до складу якого приєднався 1986 року. Відіграв за команду з Ульсана наступні шість сезонів своєї ігрової кар'єри.
Завершив професійну ігрову кар'єру у клубі «ПОСКО Атомс», за команду якого виступав протягом 1992 року.

## Виступи за збірну
1989 року дебютував в офіційних матчах у складі національної збірної Південної Кореї. Протягом кар'єри у національній команді, яка тривала усього 3 роки, провів у формі головної команди країни 31 матч.
У складі збірної був учасником чемпіонату світу 1990 року в Італії, на якому взяв участь у двох заключних матчах групового етапу, у другому з яких був вилучений з поля.

## Тренерська робота
1993 року розпочав тренерську роботу. Спочатку працював із школьною командою, згодом входив до тренерських штабів низки професійних південнокорейських футбольних клубів. З 2013 року працює головним тренером жіночої збірної країни.
| Дата       | Місто        | Господарі         | Результат             | Гості          | Турнір                     | Голи | Примітки |
| ---------- | ------------ | ----------------- | --------------------- | -------------- | -------------------------- | ---- | -------- |
| 5-5-1989   | Сеул         | Південна Корея    | 1 – 0                 | Японія         | Щорічний матч Корея-Японія | -    | 67'      |
| 25-5-1989  | Сеул         | Південна Корея    | 9 – 0                 | Непал          | Відбір до ЧС 1990          | -    |          |
| 3-6-1989   | Сінгапур     | Непал             | 0 – 4                 | Південна Корея | Відбір до ЧС 1990          | -    |          |
| 7-6-1989   | Сінгапур     | Сінгапур          | 0 – 3                 | Південна Корея | Відбір до ЧС 1990          | -    |          |
| 10-8-1989  | Лос-Анджелес | Мексика           | 4 – 2                 | Південна Корея | Кубок Marlboro 1989        | -    |          |
| 13-8-1989  | Лос-Анджелес | США               | 1 – 2                 | Південна Корея | Кубок Marlboro 1989        | -    |          |
| 16-9-1989  | Сеул         | Південна Корея    | 0 – 1                 | Єгипет         | товариський матч           | -    | 28'      |
| 13-10-1989 | Сінгапур     | Південна Корея    | 0 – 0                 | Катар          | Відбір до ЧС 1990          | -    |          |
| 16-10-1989 | Сінгапур     | Південна Корея    | 1 – 0                 | Північна Корея | Відбір до ЧС 1990          | -    |          |
| 20-10-1989 | Сінгапур     | КНР               | 0 – 1                 | Південна Корея | Відбір до ЧС 1990          | -    |          |
| 25-10-1989 | Сінгапур     | Саудівська Аравія | 0 – 2                 | Південна Корея | Відбір до ЧС 1990          | -    | 62'      |
| 4-2-1990   | Валлетта     | Південна Корея    | 2 – 3                 | Норвегія       | Турнір Rothmans            | -    |          |
| 15-2-1990  | Багдад       | Ірак              | 0 – 0                 | Південна Корея | товариський матч           | -    |          |
| 18-2-1990  | Каїр         | Єгипет            | 0 – 0                 | Південна Корея | товариський матч           | -    |          |
| 17-6-1990  | Удіне        | Південна Корея    | 1 – 3                 | Іспанія        | ЧС 1990 - 1-й етап         | -    | 52'      |
| 21-6-1990  | Удіне        | Південна Корея    | 0 – 1                 | Уругвай        | ЧС 1990 - 1-й етап         | -    | 70'      |
| 27-7-1990  | Пекін        | Південна Корея    | 2 – 0                 | Японія         | Кубок Династії 1990        | -    |          |
| 29-7-1990  | Пекін        | Південна Корея    | 1 – 0                 | Північна Корея | Кубок Династії 1990        | -    |          |
| 3-8-1990   | Пекін        | КНР               | 1 – 1 д.ч. (4-5 п.п.) | Південна Корея | Кубок Династії 1990        | -    |          |
| 6-9-1990   | Сеул         | Південна Корея    | 1 – 0                 | Австралія      | товариський матч           | -    |          |
| 9-9-1990   | Пусан        | Південна Корея    | 1 – 0                 | Австралія      | товариський матч           | -    | 46'      |
| 23-9-1990  | Пекін        | Південна Корея    | 7 – 0                 | Сінгапур       | Літні Азійські ігри 1990   | -    |          |
| 25-9-1990  | Пекін        | Пакистан          | 0 – 7                 | Південна Корея | Літні Азійські ігри 1990   | -    |          |
| 27-9-1990  | Пекін        | Південна Корея    | 2 – 0                 | КНР            | Літні Азійські ігри 1990   | -    | 81'      |
| 3-10-1990  | Пекін        | Південна Корея    | 0 – 1                 | Іран           | Літні Азійські ігри 1990   | -    |          |
| 5-10-1990  | Пекін        | Південна Корея    | 1 – 0                 | Таїланд        | Літні Азійські ігри 1990   | -    |          |
| 11-10-1990 | Пхеньян      | Північна Корея    | 2 – 1                 | Південна Корея | товариський матч           | -    |          |
| 7-6-1991   | Сеул         | Південна Корея    | 0 – 0                 | Єгипет         | Кубок Президента 1991      | -    |          |
| 9-6-1991   | Теджон       | Південна Корея    | 3 – 0                 | Індонезія      | Кубок Президента 1991      | -    |          |
| 14-6-1991  | Сеул         | Південна Корея    | 0 – 0 д.ч. (4-3 п.п.) | Австралія      | Кубок Президента 1991      | -    |          |
| 16-6-1991  | Сеул         | Південна Корея    | 2 – 0                 | Єгипет         | Кубок Президента 1991      | -    | 46'      |
| Усього     |              | Матчів            | 31                    |                | Голів                      | 0    |          |

## Титули і досягнення
Гравець
- Бронзовий призер Азійських ігор: 1990

Тренер
- Переможець Юнацького (U-17) кубка Азії: 2002